# Guettarda psiloclada
Guettarda psiloclada är en måreväxtart som beskrevs av Ignatz Urban. Guettarda psiloclada ingår i släktet Guettarda och familjen måreväxter.
Artens utbredningsområde är Haiti. Inga underarter finns listade i Catalogue of Life.